# Miriam Hubbard Roelofs
Miriam Hubbard Roelofs, geborene Miriam Elberta Hubbard (* 16. September 1894 in East Aurora, Erie County, New York; † 10. September 1985 ebenda), war eine US-amerikanische Frauenrechtsaktivistin und als Mitglied der einflussreichen Hubbard-Familie in der Roycroft-Vereinigung, einem Zweig des Arts and Crafts Movement, aktiv. Sie war eine Initiatorin der Roycroft Campus Corporation. Roelofs war die Tochter des Schriftstellers und Philosophen Elbert Hubbard, dem Begründer von Roycroft, und dessen zweiter Frau, der Frauenrechtlerin Alice Moore Hubbard.

## Leben
Miriam Hubbard Roelofs war das einzige Kind von Elbert Hubbard (1856–1915) und dessen zweiter Ehefrau Alice Moore Hubbard (1861–1915). Sie wuchs in der Kleinstadt East Aurora im Westen des US-Bundesstaats New York auf, wo ihre Eltern die Roycroft-Gesellschaft etabliert und den Roycroft Campus gegründet hatten. Dabei handelte es sich um einen Abzweig des damals in England und den Vereinigten Staaten populären Arts and Crafts Movements, einer Gemeinschaft aus Schriftstellern, Philosophen und Künstlern, die sich Kunst, Literatur und Design widmeten. Roelofs war das Resultat einer geheimen Liaison zwischen ihrem Vater, der zu dem Zeitpunkt mit einer anderen Frau verheiratet war und Alice Moore, der Privatlehrerin von Hubbards Kindern aus erster Ehe. Erst 1904, nach Hubbards Scheidung, konnten Roelofs Eltern heiraten.
Roelofs studierte von 1912 bis 1916 Literatur, Wissenschaft und Kunst an der Universität von Michigan. Als Roelofs ihr Studium begann, nannte sie die Zeitung The Washington Post „eine der wohlgeformtesten Frauen, die je an der Michigan studierte“. Anschließend studierte sie Schauspiel an der Harvard Summer School in Cambridge, Massachusetts. Wie ihre Mutter war Roelofs eine aktive Frauenrechtlerin und Befürworterin des Wahlrechts für Frauen. 1915 kamen Roelofs Eltern beim Untergang des britischen Ozeandampfers Lusitania ums Leben. Elbert G. Hubbard II, Hubbards ältester Sohn aus erster Ehe, übernahm zunächst die Leitung von Roycrofts, doch Roelofs spielte weiterhin eine tragende Rolle innerhalb der Gemeinschaft. Sie war eine Mitbegründerin der Roycroft Campus Corporation, einer Gesellschaft zur Erhaltung und Pflege des historischen und künstlerischen Erbes von Roycroft.
Im Juli 1917 heiratete sie den Lehrer und Dozenten Professor Dr. Howard Dykema Roelofs (1893–1974), einen promovierten Harvard-Absolventen. Howard Roelofs lehrte an den Universitäten von Michigan, Kalifornien, Stanford und Amherst. Er wurde später Leiter der philosophischen Abteilung der Universität von Cincinnati. Zusammen hatte das Paar sechs Kinder: Mary Moore Roelofs (1918–1994), Gerrit Hubbard Roelofs (1920–1985), Alice Dykema Roelofs (1922–2007), Howard Mark Roelofs (1923–2008), Miriam Roelofs Ellis (* ca. 1927) und Joan Roelofs Garber.
Roelofs war 1975 Gastdozentin an der East Aurora Highschool. Sie referierte vor Schulklassen über Roycroft sowie die Arbeit und die Hinterlassenschaft ihres Vaters. Die Vorträge wurden größtenteils auf Kassette mitgeschnitten. Miriam Hubbard Roelofs starb 1985 in East Aurora im Alter von 91 Jahren.